# Morteau
Morteau település Franciaországban, Doubs megyében. Lakosainak száma 6905 fő (2022. január 1.). Morteau Fournets-Luisans, Les Combes, Les Fins, Grand’Combe-Châteleu és Montlebon községekkel határos.

## Népesség
A település népességének változása:
| Lakosok száma | 6158 | 6445 | 6458 | 6293 | 6803 | 6849 | 6935 | 6853 | 6851 | 6905 |
|               | 1968 | 1982 | 1990 | 2006 | 2013 | 2015 | 2017 | 2019 | 2020 | 2022 |